# Antoine Ghonda
Antoine Ghonda Mangalibi, né le 19 février 1965 à Louvain en Belgique, est un homme politique congolais et député national, élu de la circonscription de Madimba dans la province du Kongo-Central,,,. Le 8 mars 2025, il a été officiellement nommé depuis  ambassadeur itinérant du président de la République Félix Tshisekedi. Cette nomination marque le retour sur le devant de la scène diplomatique de cette figure influente du Kongo-Central, connue pour son expertise en relations internationales. 

## Biographie
Antoine Ghonda est originaire de la province du Kongo-Central en république démocratique du Congo. Il est né à Louvain, en Belgique. Il a fait ses études secondaires et ses études universitaires aux États-Unis. À Miami en Floride où il a décroché une licence en relations internationales à l'université internationale de Floride et à Boston Harvard où il a suivi un Senior Executive program en Sécurité Internationale. Dans le gouvernement de transition, il a été ministre des Affaires étrangères du 30 juin 2003 au 22 juillet 2004. 
Antoine Ghonda est élu député national dans la circonscription électorale de Madimba dans la province du Kongo-Central, il est membre du groupement politique Parti du peuple pour la reconstruction et la démocratie.

### Passage au ministère des Affaires étrangères, affaire accord de Lusaka
En 2004, alors qu'Antoine Ghonda est ministre des Affaires étrangères, il participe indirectement à la remise en question de la participation du Congo-Brazzaville au processus de Kimberley. Plusieurs pays producteurs et exportateurs de diamants se réunissent au Canada afin d'éviter que certaines productions de diamants empruntent des voies peu correctes (exploitations illégales, contrebande). Or, le Congo-Brazzaville, qui n'est pas réputé pour avoir de grosses quantités de diamants dans son sous-sol, est un pays exportateur. Il est donc estimé que des diamants passent la frontière illégalement depuis la RDC. Le Congo-Brazzaville se retrouve exclu du processus de Kimberley.
C'est lors du sommet de l'Union Africaine que le Président Yoweri Kaguta Museveni demandera au ministre Ghonda, à travers l'accord de Lusaka d'autoriser l'Ouganda à renvoyer ses troupes en RDC pour traquer les forces négatives. Le ministre va refuser la proposition de Yoweri Museveni et le président de l'Ouganda, fâché, demandera à son ami Jean-Pierre Bemba d'intervenir auprès du président Kabila pour limoger son ministre des Affaires étrangères. Celui-ci perd donc ainsi son poste.